# Palacio Real de Caserta
El Palacio Real de Caserta (en italiano Reggia di Caserta) es un palacio barroco situado en Caserta, en la región italiana de Campania. El edificio fue encargado por el rey Carlos VII para que sirviese de centro administrativo y cortesano del nuevo Reino de Nápoles, al tiempo que símbolo del poder real. El monarca quiso dotar a la dinastía Borbón-Dos Sicilias de una residencia real y capital administrativa de la talla de Versalles.
El proyecto fue encargado al reconocido arquitecto napolitano Luigi Vanvitelli, que no solo edificó el palacio, sino también la ciudad y los jardines, el estilo predominante sería un Barroco racionalista, muy próximo al Neoclasicismo temprano. No obstante, Carlos jamás vio su proyecto finalizado, pues en 1759 hubo de partir de Nápoles para ocupar el trono español a la muerte de su hermano Fernando VI. A partir de 1780, el palacio pudo empezar a usarse como residencia campestre por su hijo Fernando IV. Los demás monarcas del Reino de las Dos Sicilias le dieron el mismo uso hasta que pasó a manos de la Casa de Saboya tras la caída del reino y su incorporación a la Italia unificada en 1860.
El rey Víctor Manuel III lo donó al Estado en 1919 y, desde 1926, una parte del edificio alberga la Academia Aeronáutica. El palacio, junto con los jardines y el complejo arquitectónico de San Leucio, fueron declarados Patrimonio de la Humanidad por la Unesco en 1997. En la actualidad es un museo abierto al público y ha sido empleado en varias ocasiones como escenario para películas de ficción.
En términos de volumen, el Palacio Real de Caserta es la residencia real más grande en el mundo con más de dos millones de metros cúbicos.

## Historia

### Los orígenes (1742-1747)

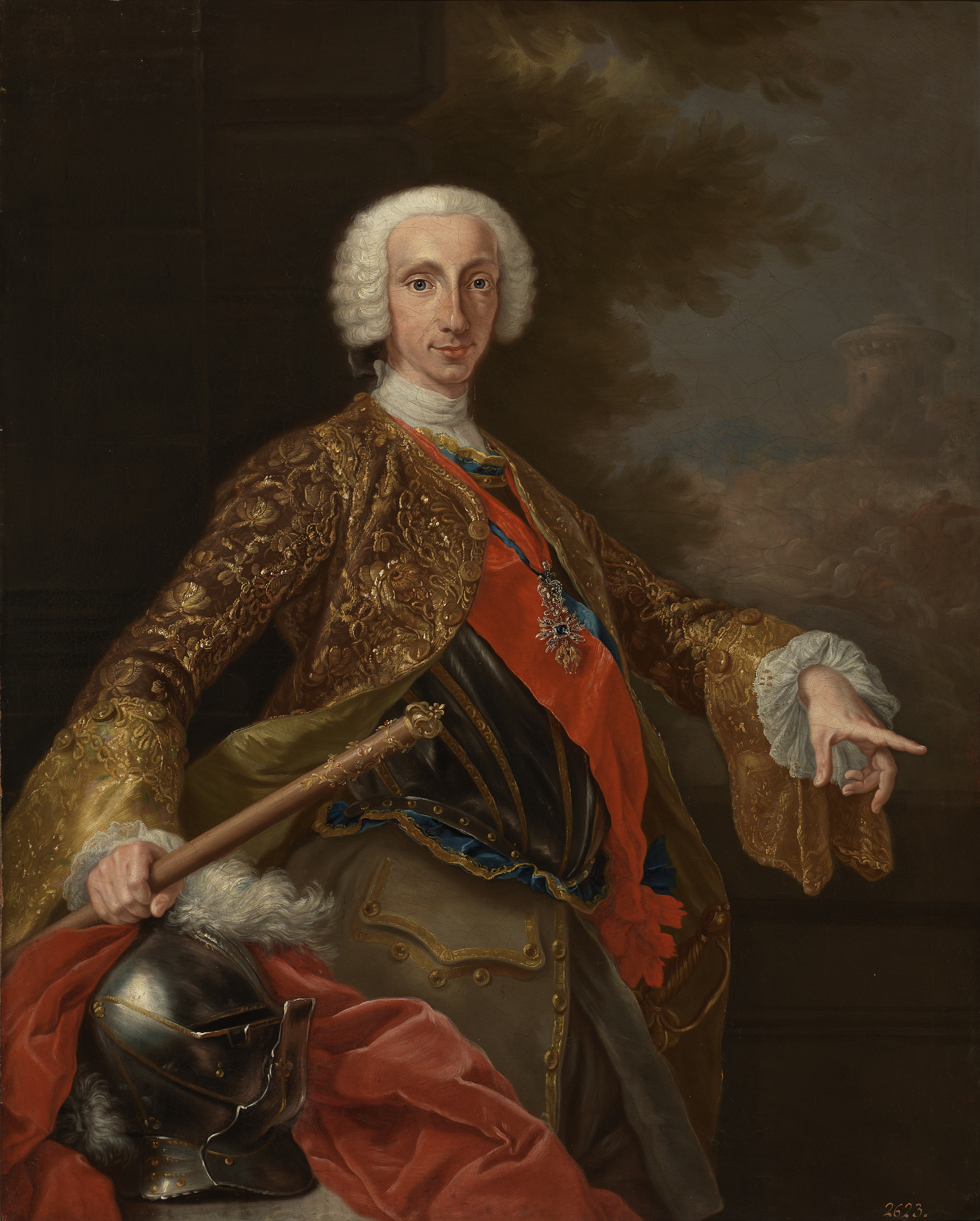
Carlos de Borbón, Infante de España, Rey de Nápoles y Sicilia de Giuseppe Bonito. Como soberano napolitano, luce la venera del Toisón de Oro y la banda de la Orden de San Jenaro.

En el año 1734, en el contexto de la guerra de sucesión polaca, Carlos de Borbón, tercer hijo de Felipe V y su segunda mujer, Isabel Farnesio, conquistó los reinos de Nápoles y de Sicilia, que habían estado bajo dominio austriaco desde la guerra de sucesión española. No obstante, el Tratado de Viena (1738) estipuló que Nápoles y Sicilia debían formar un estado único e independiente que no podría estar bajo la soberanía de la Corona de España.
A lo largo de su reinado, y especialmente a partir de 1746, Carlos de Borbón emprendió numerosas transformaciones políticas, culturales y sociales para la modernización del reino, reformando la obsoleta administración de sus territorios y quitando poder a la nobleza y la Iglesia para centralizarlo en la corona.
Uno de sus principales proyectos fue la creación de una residencia real que sirviese de sede cortesana y gubernamental del nuevo reino, siguiendo el ejemplo del palacio de Versalles en Francia. El ambicioso proyecto se planteó por primera vez en agosto de 1742, después de que la flota inglesa hubiera amenazado Nápoles durante la guerra de sucesión austriaca. No obstante, no volvería a plantearse hasta 1747, año en que el nacimiento del príncipe Felipe Antonio de Borbón garantizó el afianzamiento y la continuidad de la dinastía.
El emplazamiento elegido fue la llanura de Caserta al norte de Nápoles, propiedad de Michelangelo Gaetani d'Aragona, conde de Caserta, que fue comprada en 1750 por 489 343 ducados. Mientras se construía el nuevo palacio, la familia real se instaló en la antigua residencia de los Gaetani, el Palazzo Vecchio, que durante 30 años (de 1750 a 1780) fue la sede de la corte durante los meses invernales, de enero hasta Semana Santa, cuando la corte retornaba a Nápoles.

### El proyecto (1747-1751)
El ambicioso proyecto del rey no se limitaba a la edificación de un palacio, sino a crear una nueva ciudad que tuviese todos los adelantos urbanísticos de la época y fuese la capital más avanzada de toda Europa. Se barajaron muchos nombres de arquitectos para recibir el singular encargo, como Ferdinando Fuga o Nicola Salvi, aunque finalmente se tomó la decisión de contratar al arquitecto napolitano Luigi Vanvitelli.

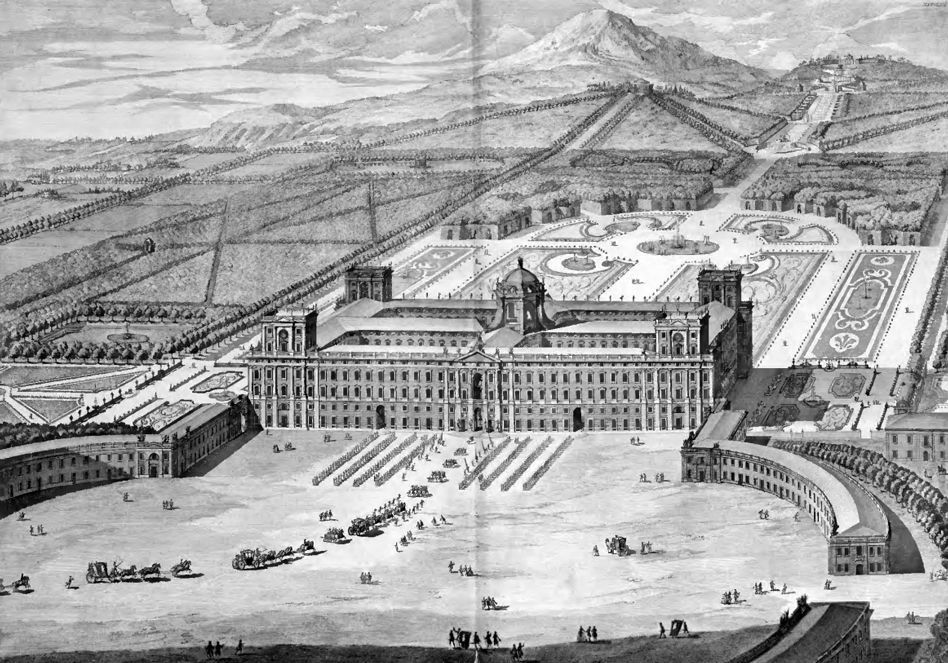
La Caserta utópica diseñada por Vanvitelli vista desde la ciudad.

Vanvitelli era protegido de los papas Clemente XII y Benedicto XIV, para los que trabajó intensamente en la región de Ancona, luego, a las órdenes de este último, trabajaba en Roma preparando el jubileo de 1750. El rey Carlos hizo una visita a los Estados Pontificios, con el fin de pedir permiso al papa para contratar a su protegido, objetivo que finalmente logró. En 1751, Vanvitelli presentó su proyecto a don Carlos, que quedó gratamente satisfecho del mismo. En él también participarían los discípulos de Vanvitelli, entre ellos Francesco Sabatini, que luego emprendería también proyectos en Madrid.
El palacio proyectado era un edificio de enormes dimensiones, de planta rectangular, con una superficie de 47 000 metros cuadrados, 1200 habitaciones y cinco plantas (plata baja, entresuelo, dos piano nobile y un ático). Las dos primeras plantas presentarían un acabado almohadillado típico de la arquitectura palaciega, mientras que los piano nobile se remarcarían con columnas colosales en tres resaltos, uno central y dos en los extremos. De este modo, la estructura y organización interiores podrían ser observadas desde el exterior. El espacio interior lo conformaría un pabellón central del que arrancarían cuatro alas que crearían cuatro patios interiores.

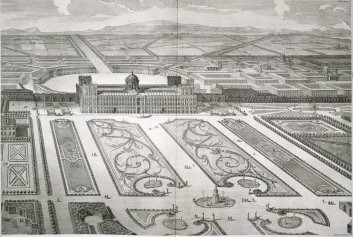
La Caserta utópica diseñada por Vanvitelli vista desde el jardín.

Alrededor del palacio se erigía una ciudad siguiendo el modelo versallesco: una gran plaza oval serviría de cour d'honneur del palacio y de elemento articulador de ciudad, mientras que por detrás se extendería un jardín con parterres que culminaría en un perspectiva compuesta por grandes cascadas. Plaza y jardín serían visualmente conectados a través de un "gran pórtico" que recorrería la planta baja del palacio, a modo de perspectiva escénica que también cumpliera las exigencias ceremoniales. Vanvitelli supo alcanzar el objetivo del rey, emular sus dos palacios favoritos: Versalles y La Granja de San Ildefonso.
En 1756, para dar a conocer su proyecto, Vanvitelli publicaría una recopilación de grabados con planos, alzados y detalladas explicaciones llamado Dichiarazione dei disegno del reale palazzo di Caserta. La publicación constituye una obra fundamental para conocer las ambiciosas ideas del arquitecto, muchas de las cuales jamás se llegarían a realizar.

### La primera fase de la construcción (1752-1759)
El 20 de enero de 1752, coincidiendo con el aniversario del nacimiento del rey, se puso la primera piedra del Palacio de Caserta. Varios regimientos de infantería fueron dispuestos de modo que señalaran el contorno que tendría el futuro palacio y, en el centro, se erigió un pabellón de terciopelo carmesí donde se situaron el rey Carlos, la reina María Amalia, el primer ministro Tanucci y el nuncio apostólico Luigi Gualterio, así como otros miembros de la familia real, caballeros y gentilhombres de la corte y ministros y embajadores extranjeros. Después de la bendición del nuncio, se enterró la primera piedra, en cuyo interior se habían puesto varios medallones de oro con inscripciones laudatorias.

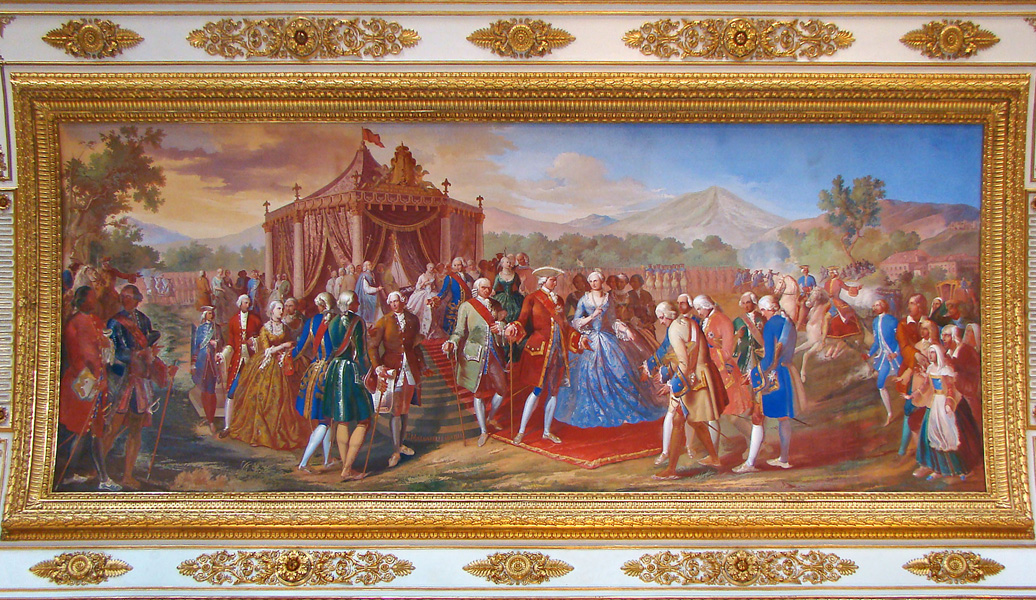
La ceremonia de la primera piedra representada en un fresco del Salón del Trono (1846) por Gennaro Maldarelli.

El rey había proyectado que todo el conjunto casertano fuera terminado en diez años, por lo que los trabajos avanzaron con rapidez gracias a un gran apoyo económico: cada año las obras recibían medio millón de ducados, de un presupuesto total estimado en 5 millones de ducados, que pronto fue considerado como insuficiente.
No obstante, en 1759, el rey tuvo que partir a España para ocupar el trono tras la muerte de su hermano Fernando VI, lo que supuso un estancamiento en las obras del palacio. Por un lado, el nuevo monarca Fernando IV solo tenía ocho años de edad; por el otro, el nuevo regente Tanucci no sentía gran interés por el proyecto, reduciendo la plantilla de obreros a la mitad.

### El parón y la recuperación (1759-1780)
El propio Vanvitelli se lamentaba de la marcha del rey Carlos y del estancamiento del proyecto – «Las obras darán un magnífico resultado, pero ¿para qué sirve? El Rey Católico se mostraba muy interesado en el palacio, ahora somos ignorados»; así como del poco apoyo que recibía por parte del gobierno de la maligna creatura, nombre que daba a Tanucci. A pesar de todo, el arquitecto se mantenía ilusionado con la construcción del palacio. En 1766, aunque las obras no habían acabado, Ferdinando Galiani quedó extasiado ante la belleza de la construcción, juzgándola aún más bella que Versalles.

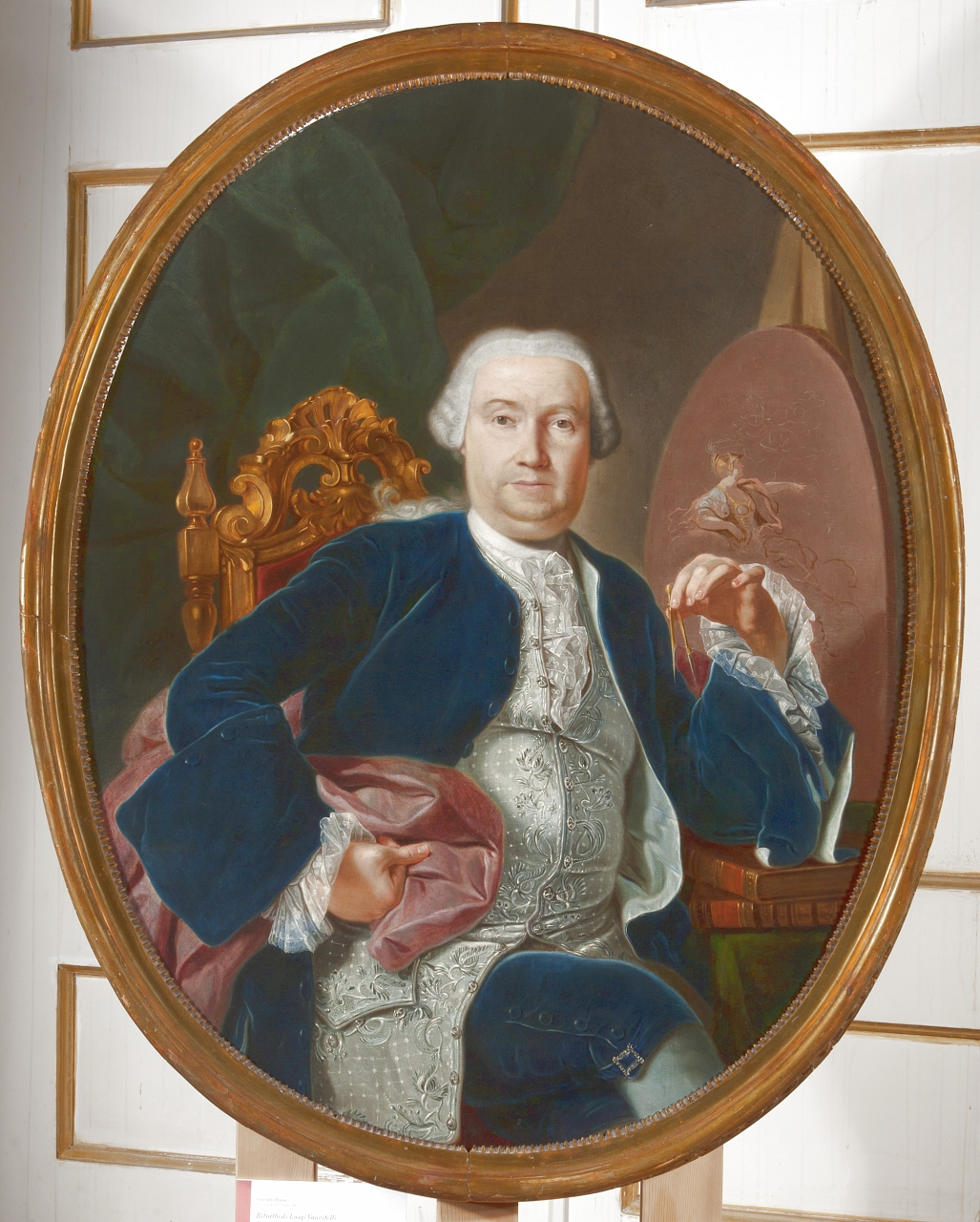
Luigi Vanvitelli de Giacinto Diano. El arquitecto porta en su mano izquierda un compás, símbolo de su profesión, mientras que un lienzo posterior representa a la alegoría de la fama.

Un año más tarde, a raíz de la mayoría de edad de Fernando IV y de la erupción del Vesubio que había amenazado el palacio real de Portici, las obras en Caserta cogieron un nuevo impulso, con un incremento del presupuesto de las obras y de la plantilla. Dos años después, durante el carnaval de 1769, Fernando IV y su nueva esposa María Carolina de Austria inauguraron el primer interior del palacio en finalizarse, el Teatro de Corte. Fue el único espacio que vio terminado Vanvitelli, que falleció en 1773 y dejó a su hijo Carlo a cargo del último tramo de la construcción del palacio, aunque su talento artístico era inferior al de su padre.
El 7 de octubre de 1780, después de treinta años viviendo en el Palazzo Vecchio de Caserta, la familia real y la corte pudieron trasladarse al fin al nuevo palacio, que aún distaba mucho de estar terminado. No queriendo esperar a la finalización de los cuartos del rey y de la reina, Fernando IV y María Carolina decidieron instalarse en los cuartos en origen destinados a los príncipes, actualmente denominados Appartamento Vecchio o del Settecento. La Capilla Regia fue inaugurada en la Navidad de 1784.
Desde entonces, el Palacio Real de Caserta sería una residencia habitual de los soberanos de las Dos Sicilias junto a los palacios de Nápoles, Portici y Capodimonte, aunque nunca llegó a ser la idílica nueva capital con la que había soñado el rey Carlos de Borbón, no solo amplias partes del palacio quedaron incompletas, como los interiores o los torreones, sino que también el grandioso proyecto urbanístico fue abandonado. Cuando las obras se clausuraron oficialmente en 1847, el capital invertido ascendía a 6 133 547 ducados, pues se habían empleado los materiales más lujosos: toba de San Nicola la Strada, travertino de Bellona, cal de San Leucio del Sannio, puzolana de Bacoli, azulejos de Capua, hierro de Follonica, mármol gris de Mondragón y mármol blanco de Carrara.

### La residencia real entre Fernando IV y Murat (1780-1815)

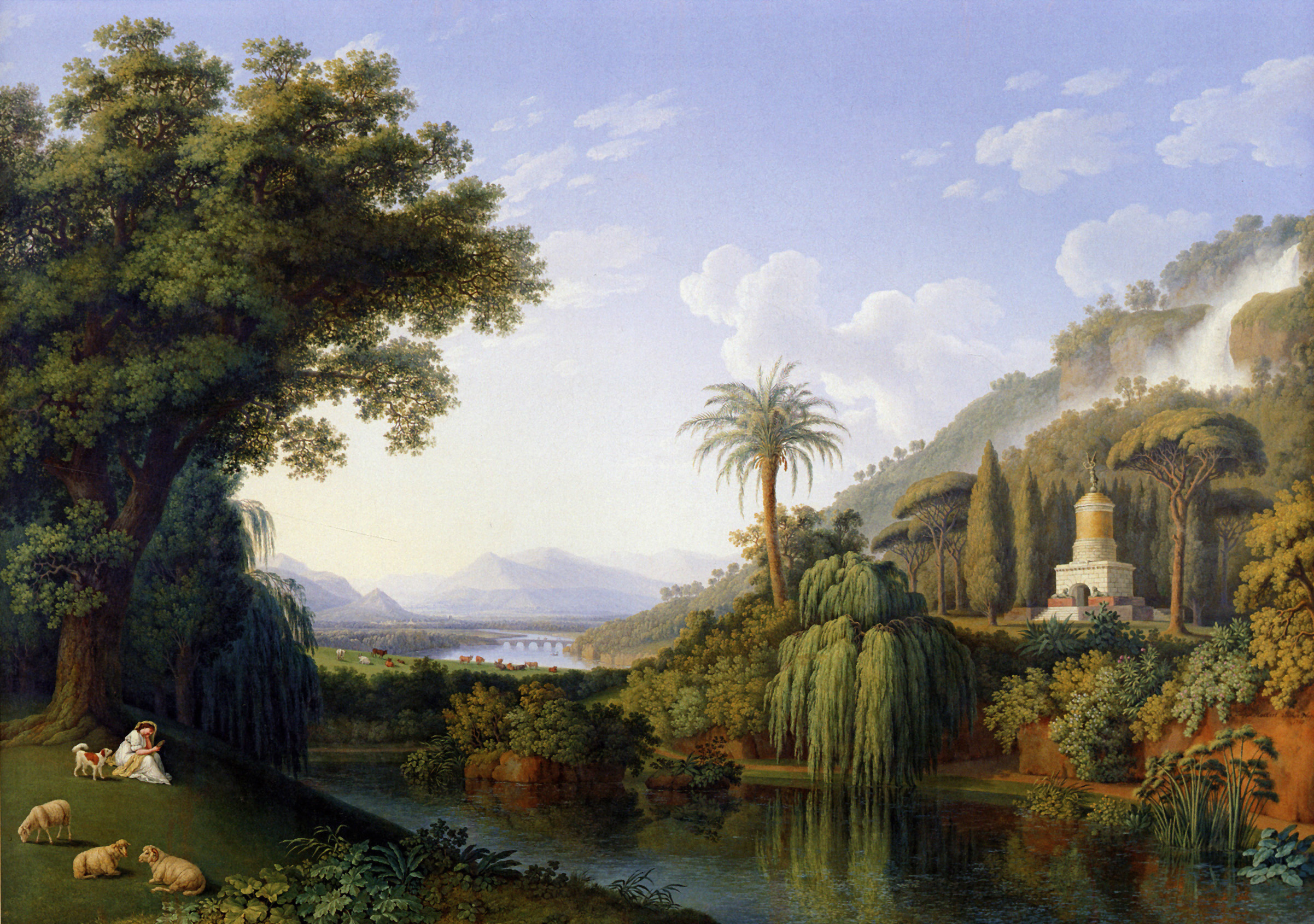
Idílica representación del jardín inglés de la reina María Carolina en Caserta, pintado por Jacob Philipp Hackert en 1797.

El palacio de Caserta se convirtió en una de las residencia reales principales de Fernando IV, y su esposa María Carolina se encargó de la decoración del palacio, pues tenía un gusto exquisito que ya había demostrado en diversas ocasiones, reuniendo una importante pinacoteca y una gran colección de porcelana. Las tareas de decoración de los cuartos regios no se terminarían hasta 1784.
Con proclamación de la República Partenopea en 1799 y la huida de la familia real a Palermo, el palacio de Caserta fue confiscado y, aunque no sufrió grandes daños, fue saqueado y parte del mobiliario desapareció, aunque las piezas más importantes habían sido puestas a buen recaudo. En 1806, de nuevo, Nápoles fue invadido por el ejército francés, los reyes se exiliaron a Palermo y Napoleón otorgó la corona napolitana a su hermano José. Con la conquista de España en 1808, José fue enviado a gobernar allí y su cuñado Murat se convirtió en el nuevo monarca.

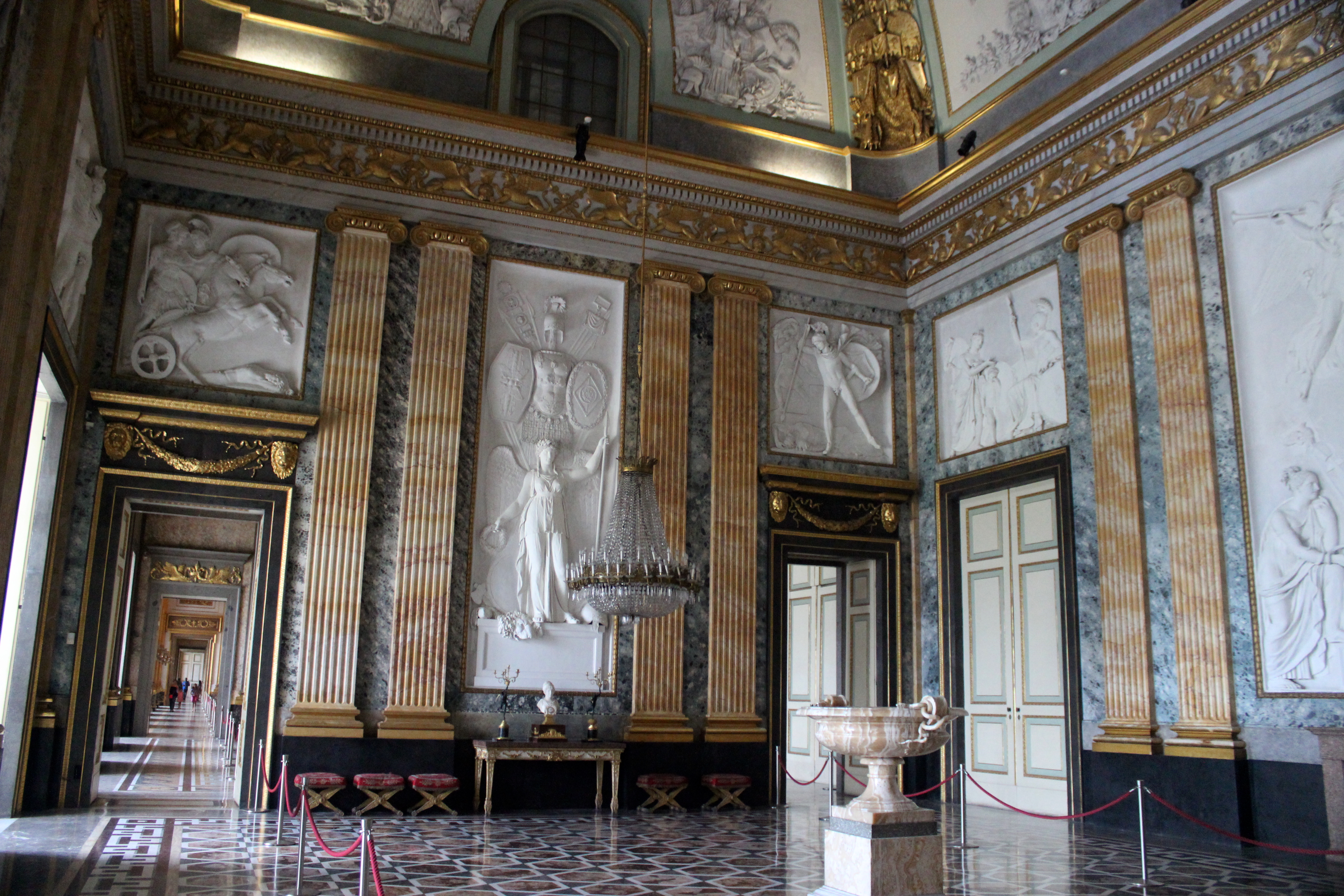
La Sala de Marte.

Ya desde 1807, José Bonaparte se afanó en proyectar nuevas decoraciones neoclásicas de carácter laudatorio. No obstante, estas no fueron empezadas hasta 1809, ya reinando Joachim Murat. Se trataba de las salas del Cuarto del Rey proyectado por Vanvitelli, el actual Appartamento Nuovo o dell'Ottocento. Su hijo Carlo ya había decorado las tres primeras bajo los Borbones, ahora se proyectó la decoración de las tres siguientes (la Sala de Marte, la Sala de Astrea y el Salón del Trono). Las monumentales salas con pilastras y recubiertas de estuco imitando mármol fueron diseñadas por el arquitecto Antonio De Simone, hasta que en 1811 fue apartado y substituido por el decorador Étienne-Chérubin Leconte y el arquitecto Antonio Niccolini. Los trabajos quedaron incompletos tras la caída de Murat en 1815 y, poco después, fueron depurados de cualquier referencia napoleónica.

### De los Borbones a los Saboya (1815-1919)
Tras el Congreso de Viena de 1815, se restauró la monarquía borbónica en el trono napolitano y, un año después se fundó el nuevo Reino de las Dos Sicilias, por lo que Fernando IV de Nápoles se convirtió en Fernando I de las Dos Sicilias. En lo sucesivo, contrariamente a la creencia popular, el palacio no sirvió como residencia veraniega, sino durante estancias invernales en los meses de diciembre y enero, así como para cortas visitas en primavera.

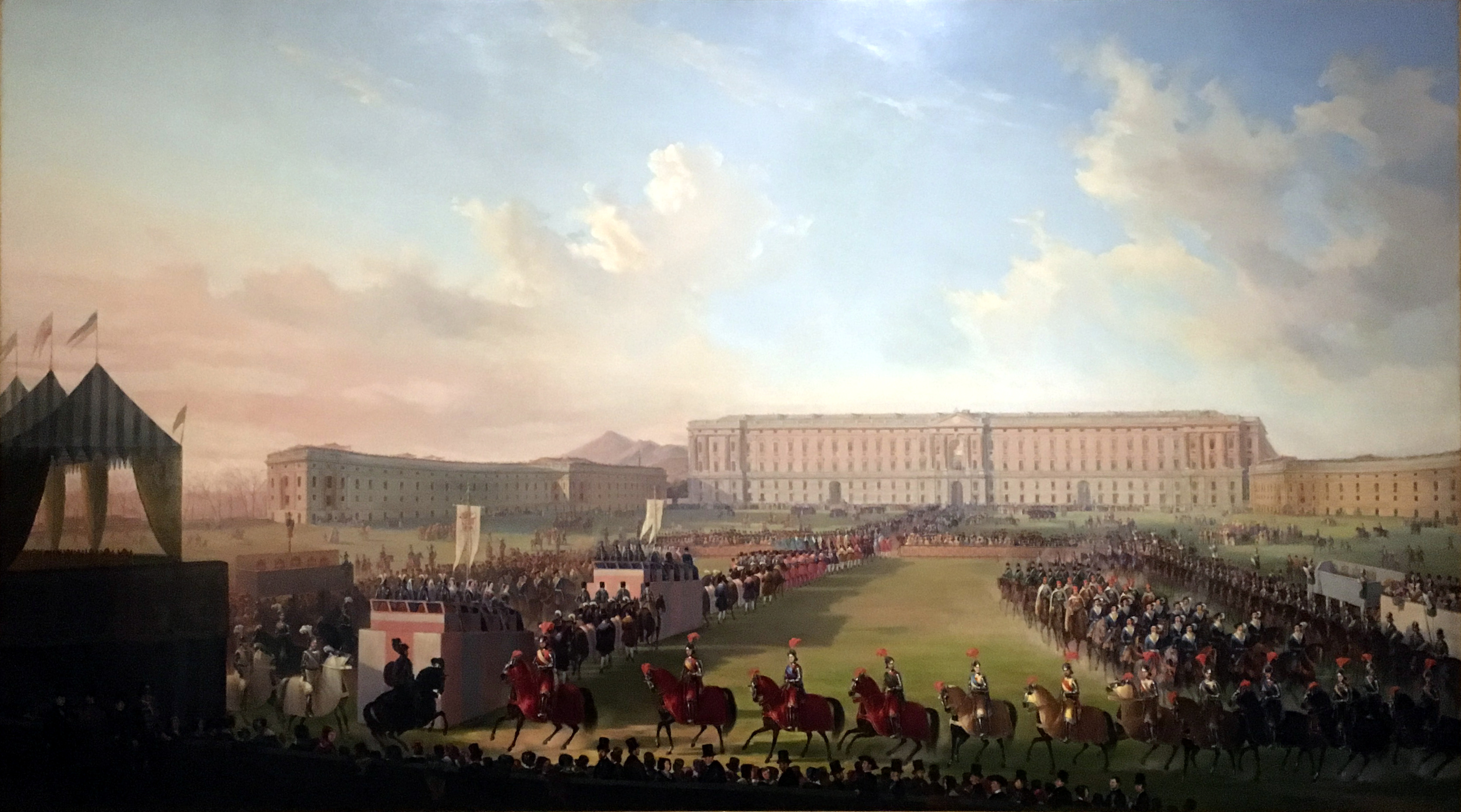
Torneo celebrado en Caserta bajo el reinado de Fernando II con motivo del Carnaval de 1846.

Lejos de olvidarse de las obras del palacio, los monarcas siguieron embelleciendo sus interiores. Con Fernando I se completaron las escayolas y bajorrelieves de la Sala de Astrea en 1822 y el arquitecto Pietro Bianchi inició la decoración del Salón del Trono en 1823. Mientras que con Fernando II tuvo lugar la finalización del citado Salón del Trono entre 1843 y 1845, obra del arquitecto Gaetano Genovese que estaba reconstruyendo el Palacio Real de Nápoles. El resultado fue un monumental espacio que reinterpretaba las salas muratianas pero en clave neobarroca e historicista, así como la última gran obra del palacio, inaugurándose durante el Congreso de Científicos de 1845. Entre 1846 y 1847, las obras del palacio se dieron oficialmente por concluidas con la realización de varios bajorrelieves en el Salón de Alejandro Magno, la sala central de la fachada sur. Gran parte de los interiores permanecerían incompletos, en especial el Cuarto de la Reina y el Cuarto de las Princesas que Vanvitelli había proyectado cara al jardín.

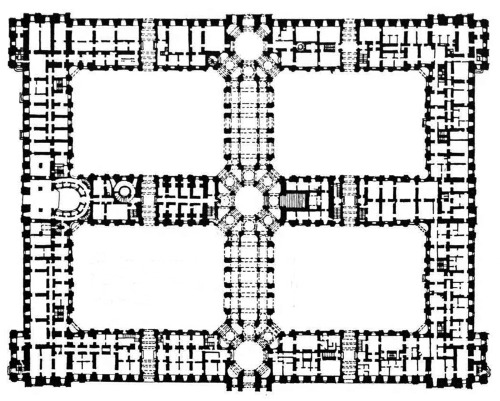
Solo los aposentos reales de la mitad sur (abajo) llegaron a ser decorados antes de clausurarse definitivamente las obras en 1847.

El 22 de mayo de 1859, el rey Fernando II murió en el palacio de Caserta, después de un largo viaje que había hecho a Bari en febrero para recibir a la princesa María Sofía de Baviera, esposa de su hijo Francisco. Fue el único monarca que falleció en Caserta. Poco antes había estallado la Segunda Guerra de Independencia, que acabaría con la conquista del reino de las Dos Sicilias por los garibaldinos y las tropas piamontesas y el derrocamiento de Francisco II.
En 1860 con la creación del Reino de Italia, el palacio pasó a ser propiedad de la Casa de Saboya y no fue enajenado como otros palacios borbónicos. Pero a partir de 1866, si que empezó a recibir grandes cuadros de historia y muebles de época de Murat provenientes del Palacio Real de Portici, que se estaba desmantelando. Al menos desde 1869, el palacio se encontraba regularmente abierto a los visitantes de 9 de la mañana a 4 de la tarde, la entrada costaba 1 lira y debía adquirirse en la oficina del intendente real en el Palacio Real de Nápoles. En 1888, bajo el reinado de Umberto I, partes del palacio se destinaron a la Scuola Sottufficiali dell'Esercito (Escuela de Suboficiales del Ejército), que en 1896 dio paso a la academia de la Guardia di Finanza.
El palacio real de Caserta fue donado al Estado italiano por el rey Víctor Manuel III en 1919, junto con otras antiguas residencias reales borbónicas como el Palacio Real de Nápoles, Capodimonte, Carditello o el Casino de Fusaro.

### Caserta propiedad del Estado italiano (desde 1919)
Los apartamentos reales del palacio se abrieron como museo en 1919, mientras que el resto de las estancias acogieron organismos oficiales. Sin embargo, Mussolini cedió todo el edificio como sede de la Academia de la Aeronáutica Militar que estuvo allí instalada entre 1926 y 1943.
El 14 de diciembre de 1943, tras la Invasión aliada de Italia durante la Segunda Guerra Mundial, se convirtió en el cuartel general de los aliados en la península. Entre sus muros se firmó la rendición incondicional de las tropas alemanas de Italia (27 de abril de 1945), pero el palacio había sufrido grandes daños durante el conflicto.
Tras el fin de la guerra, se iniciaron largos trabajos de restauración en el palacio y en el jardín, especialmente dañado. Los dibujos de boj y el diseño de algunas fuentes tuvieron que ser recuperados de los planos originales que diseñó Vanvitelli. Las piezas más importantes del mobiliario, la biblioteca y la pinacoteca habían sido trasladadas a otros palacios, por lo que se redecoró siguiendo documentos y cuadros que describían las estancias.
Las obras terminaron alrededor de 1958 y se abrió un museo que englobaba los apartamentos reales, el teatro de la corte y los jardines. El resto del espacio fue destinado a diversas asociaciones municipales: La Sociedad Storia Patria, la Intendencia del Patrimonio Cultural de Caserta, la Oficina regional de Turismo y la Escuela superior de Turismo.
En 1994 el presidente de la República Italiana, Oscar Luigi Scalfaro, ofreció una cena a los jefes de Estado del G7. Tres años más tarde, fue declarado Patrimonio de la Humanidad por la Unesco junto con los jardines, el Acueducto Carolino y el complejo arquitectónico de San Leucio.

## El palacio

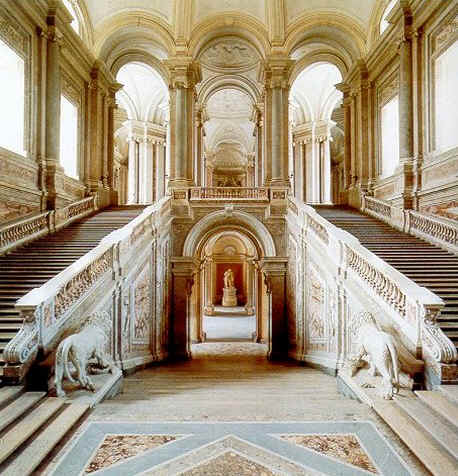
La imponente Scala Regia del palacio, ápice del poder absoluto de la monarquía borbónica de Nápoles. Esta nueva dinastía dotaría al reino de una independencia que no disfrutaba desde tiempos del rey Federico IV.

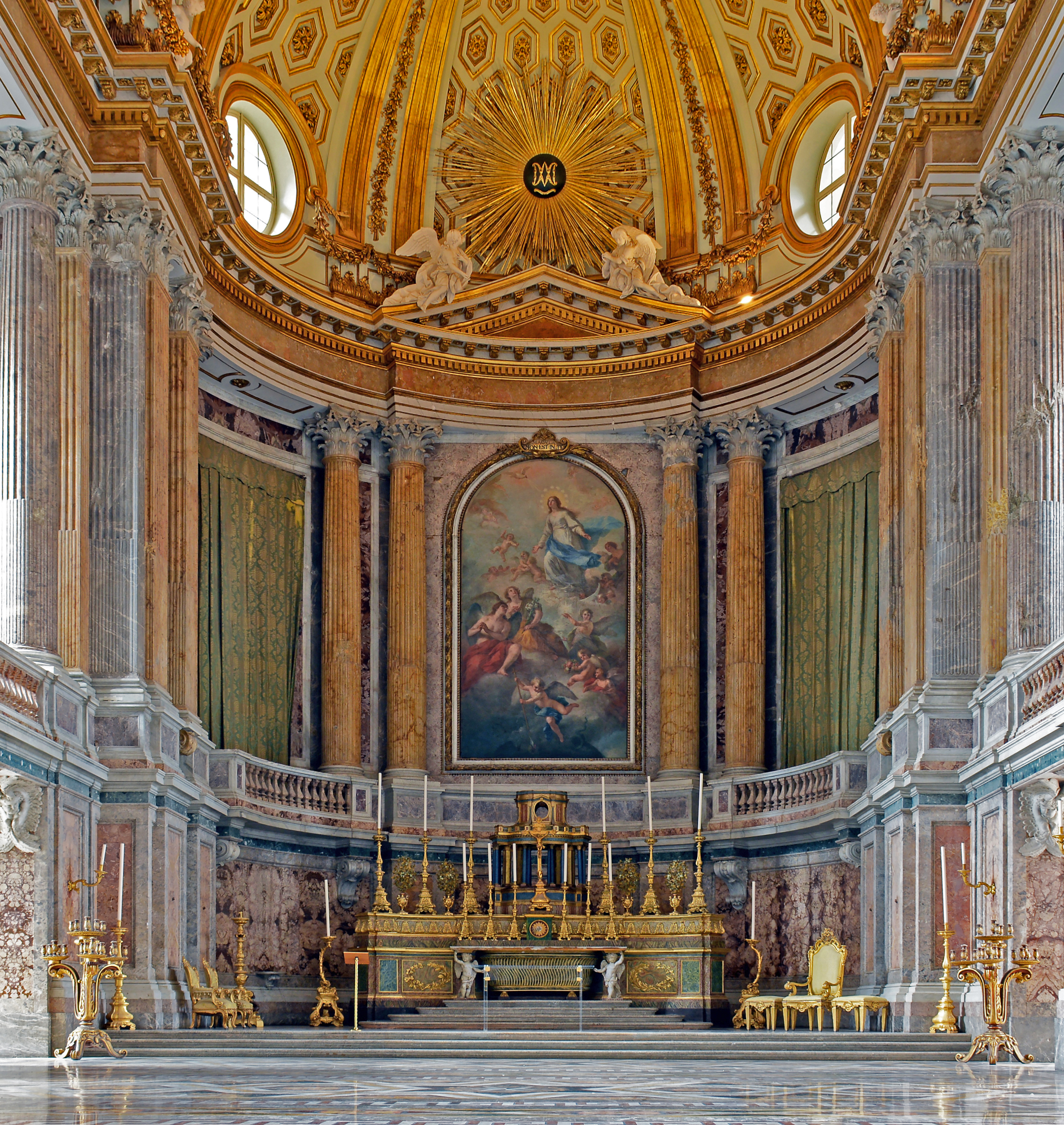
La Capilla Palatina.

El conjunto palatino tiene 1200 habitaciones, 1742 ventanas, 34 escaleras y 1026 chimeneas, ocupa una superficie de alrededor de 47 000 metros cuadrados (o 61 000 metros cuadrados), teniendo dos fachadas principales iguales: una sobre el patio de armas y otra sobre el majestuoso parque. No obstante, el edificio difiere en algunos aspectos del proyecto inicial, pues no se construyeron la cúpula central ni los torreones en sus ángulos. Además, en lugar de que las fachadas fueran coronadas por una balaustrada, se había planeado una larga hilera de estatuas alegóricas alusivas a las virtudes del rey.
La estructura del palacio sigue rigurosamente los planos de Vanvitelli, un área rectangular con dos cuerpos cuya intersección en forma de cruz da lugar a cuatro patios interiores. La colocación de las ventanas y las columnas es muy precisa, dando la sensación escenográfica tan característica del estilo vanviteliano, a cuya homogeneidad contribuyen los pórticos centrales y los situados en los extremos.

### Vestíbulos y escalera
Del centro del edificio, rodeado por los cuatro patios, arrancan cuatro galerías y en ambas plantas lo ocupa el vestíbulo. Ambas son piezas de forma octogonal que representan perfectamente el Barroco equilibrado que prima en el palacio, muy cercano al Neoclasicismo. El vestíbulo inferior consta de ocho columnas de orden dórico que dividen la estancia en ocho nichos en los que se colocaron esculturas romanas de la colección Farnesio, como el famoso Hércules.
A la derecha del vestíbulo, para no entorpecer la perspectiva del parque, se encuentra la escalera de honor que arranca en un solo tramo y se divide en dos al alcanzar el primer rellano, permitiendo contemplar toda la estructura arquitectónica de los vestíbulos. Sus 117 peldaños y los demás elementos decorativos (balaustrada, frisos...) están tallados en mármoles de diversas tonalidades.
El vestíbulo superior reproduce las proporciones y el esquema del inferior, aunque está dotado de mayor grandiosidad gracias a su mayor tamaño y a la gran bóveda de estilo palladiano que lo cubre. Es destacable la armonía y el equilibrio que consiguió Vanvitelli entre el Barroco y el Clasicismo, evitando la sobrecargada suntuosidad del primero y la repetición de esquemas del segundo.

### Capilla palatina
La capilla ocupa una de las cuatro alas del palacio que arrancan del vestíbulo superior, con una estructura muy similar a la del Palacio de Versalles, pues se debía adaptar a las exigencias del ceremonial cortesano. Tiene la misma forma que una galería, rematada por un ábside semicircular y flanqueada por una columnata de mármol.
Está consagrada a la Inmaculada Concepción como representa el único cuadro que adorna el sencillo altar, obra de Francesco Solimena, y fue inaugurada en la misa del gallo de 1784, en presencia del rey y toda la corte.

### Apartamentos reales

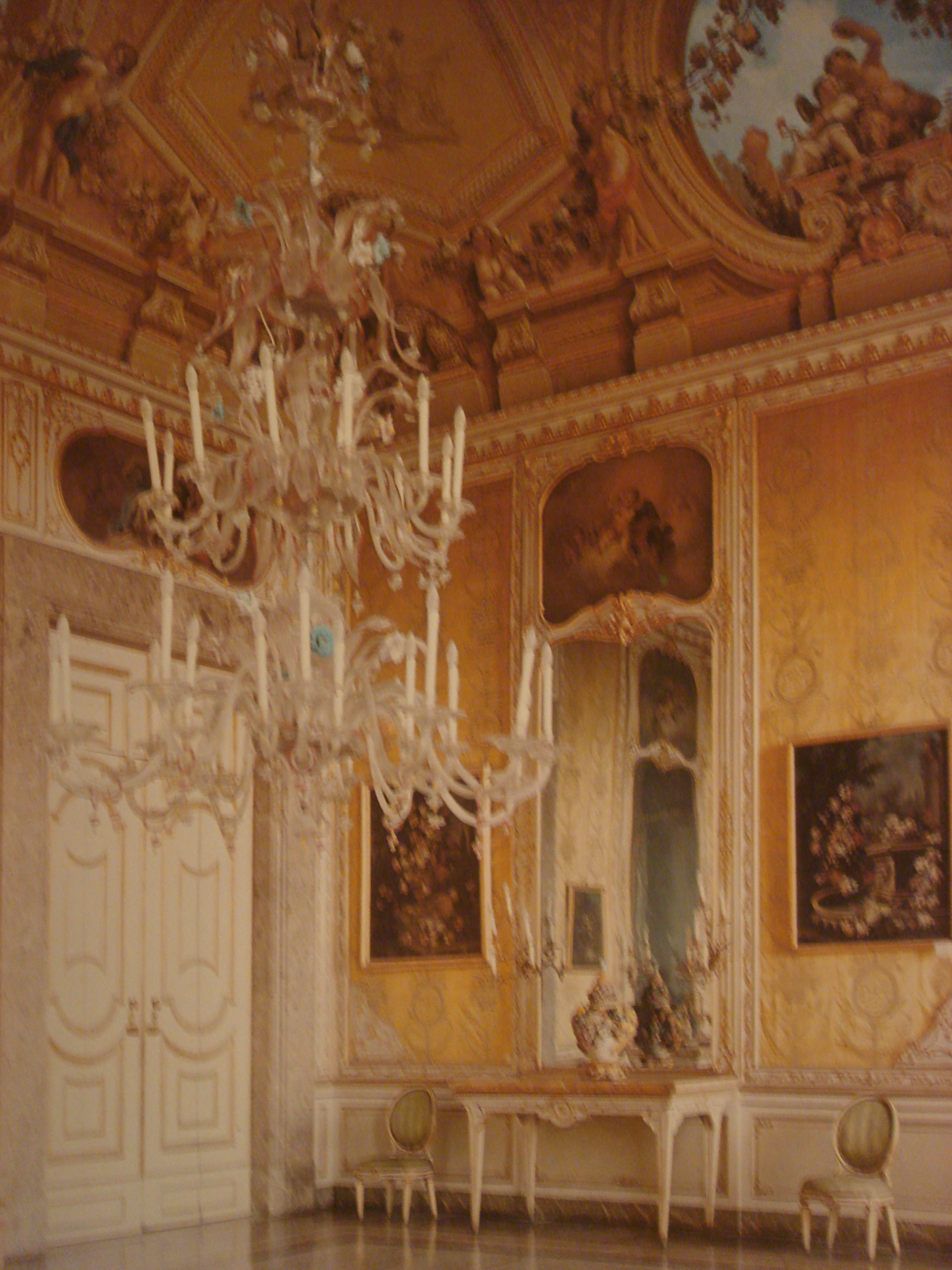
La Sala del Otoño es uno de los mejores ejemplos de decoración rococó dentro del palacio. Las paredes están tapizadas con diferentes sedas y en el techo hay pintados unos típicos frescos dieciochescos, la lámpara de Murano y el jarrón de Meissen ponen en evidencia el exquisito gusto de la reina.

Los apartamentos reales eran las habitaciones destinadas a la Familia Real y ocupaban la mitad sur del piano nobile del palacio, la otra mitad del palacio jamás se llegó a terminar. Dichas salas destacan sobre todo por su decoración y mobiliario, que permanece igual que cuando eran habitadas por los soberanos. En la mayoría de las estancias predomina el estilo imperio, pero algunos cuartos han mantenido un aspecto típicamente rococó.
Los aposentos reales pueden dividirse en tres áreas: las salas de guardias, el Appartamento vecchio y Appartamento nuovo.

#### Salas de guardias
Situadas a continuación del vestíbulo central, las salas de los Alabarderos, de los Guardias de Corps y de Alejandro destacan por su gran tamaño y sus proporciones rectangulares. Sus paredes están cubiertas de paneles decorativos de diversos minerales, molduras bañadas en pan de oro y están decoradas con escasos muebles y cuadros, lo que acrecienta su imponentes medidas.

#### Appartamento Vecchioodel Settecento
El conjunto de cuartos rococó fue el primer appartement habitado por el rey Fernando de Borbón y su esposa María Carolina, en su origen estaba destinado al príncipe heredero. Las estancias se caracterizan por su reducido tamaño, sus bóvedas pintadas al fresco y la abundancia de cuadros, espejos y boiseries que cubren sus paredes, creando una atmósfera muy diferente al resto del palacio. Además, contiene una importante colección de porcelana dieciochesca reunida por la reina María Carolina. Las salas de la primavera, el otoño, el invierno y el verano, el despacho y el dormitorio de Rey, donde falleció Fernando II, y el apartamento de la Reina, con su boudoir y su sala de baños, son los ejemplos más notables.
La biblioteca Palatina, que puede incluirse en dicho aposento, está compuesta dos salas de lectura y tres de bibliotecas que custodian un importante archivo referente al Reino de las Dos Sicilias. Aparte de sus colecciones, destaca por la belleza de los muebles que la guardan y un enorme pesebre napolitano que guarda gran similitud con el que se conserva en el Palacio Real de Madrid.

#### Appartamento Nuovoodell'Ottocento

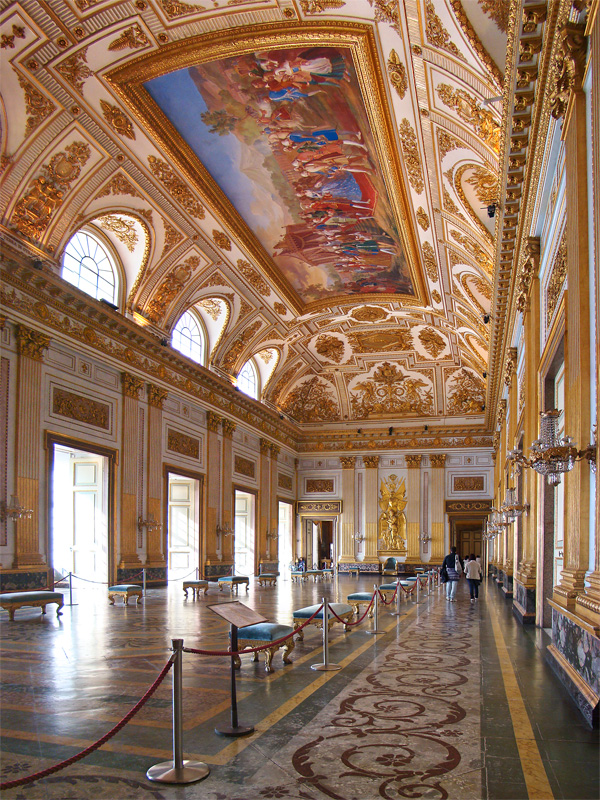
El salón del trono.

Estos aposentos no fueron ultimados hasta la primera mitad del siglo XIX. La Sala de Marte y la Sala de Astrea destacan por su imponente arquitectura neoclásica y por la profusión de minerales con las que están decoradas. No obstante, la más bella y remarcable estancia de este grupo es el Salón del Trono, sala inaugurada en 1845, que representa perfectamente el prototipo de palacio real de la época. Esta sala debía desplegar todo el fasto y riqueza de la Casa de Borbón, como reflejan sus profusos estucos dorados, sus mármoles y sus abundantes molduras: elementos que representan las armas del Reino de Nápoles y las virtudes del monarca o retratan a los más destacados reyes.
Siguiendo el estilo decorativo de las anteriores salas, prosiguen una serie de estancias destinadas a albergar a la Familia Real. Aunque fueron proyectadas en época de Murat, solo se terminaron durante el breve reinado de Francisco II, que fue el único en habitarlas. Debido a su función, tienen un menor tamaño y las molduras y paneles decorativos se sustituyen por frescos de estilo pompeyano. Están amuebladas en estilo Imperio, de una manera menos ligera que el Appartamento Vecchio. Entre estas salas se encuentran el Salón del Consejo, el dormitorio y el baño de Francisco II y el despacho y el dormitorio de Murat, así llamados por albergar muebles de dicho soberano.

### Teatro de la corte
El teatro del palacio fue asimismo ideado por Vanvitelli y guarda enormes similitudes con el Teatro de San Carlos de Nápoles, pero su reducido tamaño le confiere una notable armonía. Consta de cinco logias de palcos, un palco real y una platea; que acogían durante las representaciones a los nobles más encumbrados, a la familia real y a los cortesanos de menor rango respectivamente.
Su interior está decorado con damasco azul y sencillas estructuras doradas, alejándose mucho de los suntuosos teatros europeos que emplean terciopelo rojo y profusas estructuras bañadas en oro. El escenario es muy pequeño, pero en su época contaba con la más avanzada tecnología, pues su parte trasera se podía abrir al parque creando un fondo natural. La primera representación fue la ópera L'incoronazione di Poppea de Monteverdi, el 5 de mayo de 1769, pero el teatro quedó prácticamente inactivo tras el reinado de Fernando IV.

## El parque

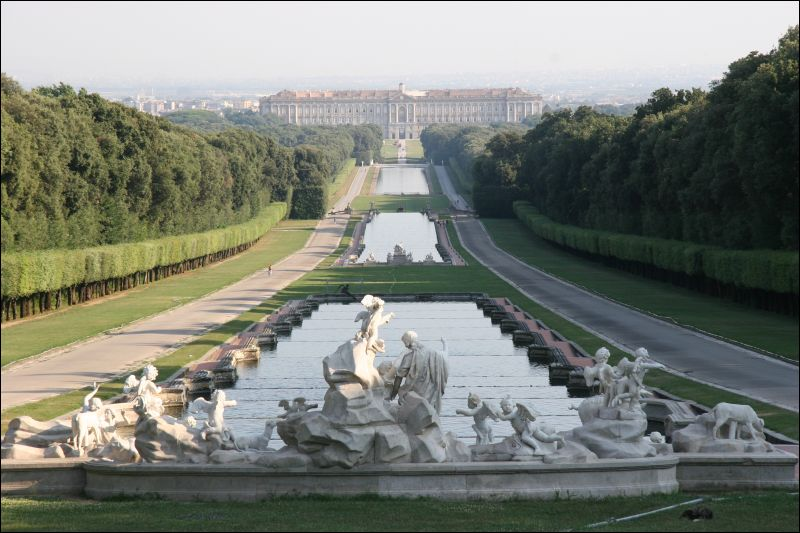
Fachada norte del palacio y passeggio monumental del parque, ambos fruto del genial diseño de Vanvitelli. El arquitecto los concebía como elementos de igual importancia, necesarios en la misma medida para crear el majestuoso efecto que había proyectado - la figura dominante del palacio queda engrandecida gracias a la perspectiva escénica que le otorgan los jardines escalonados.

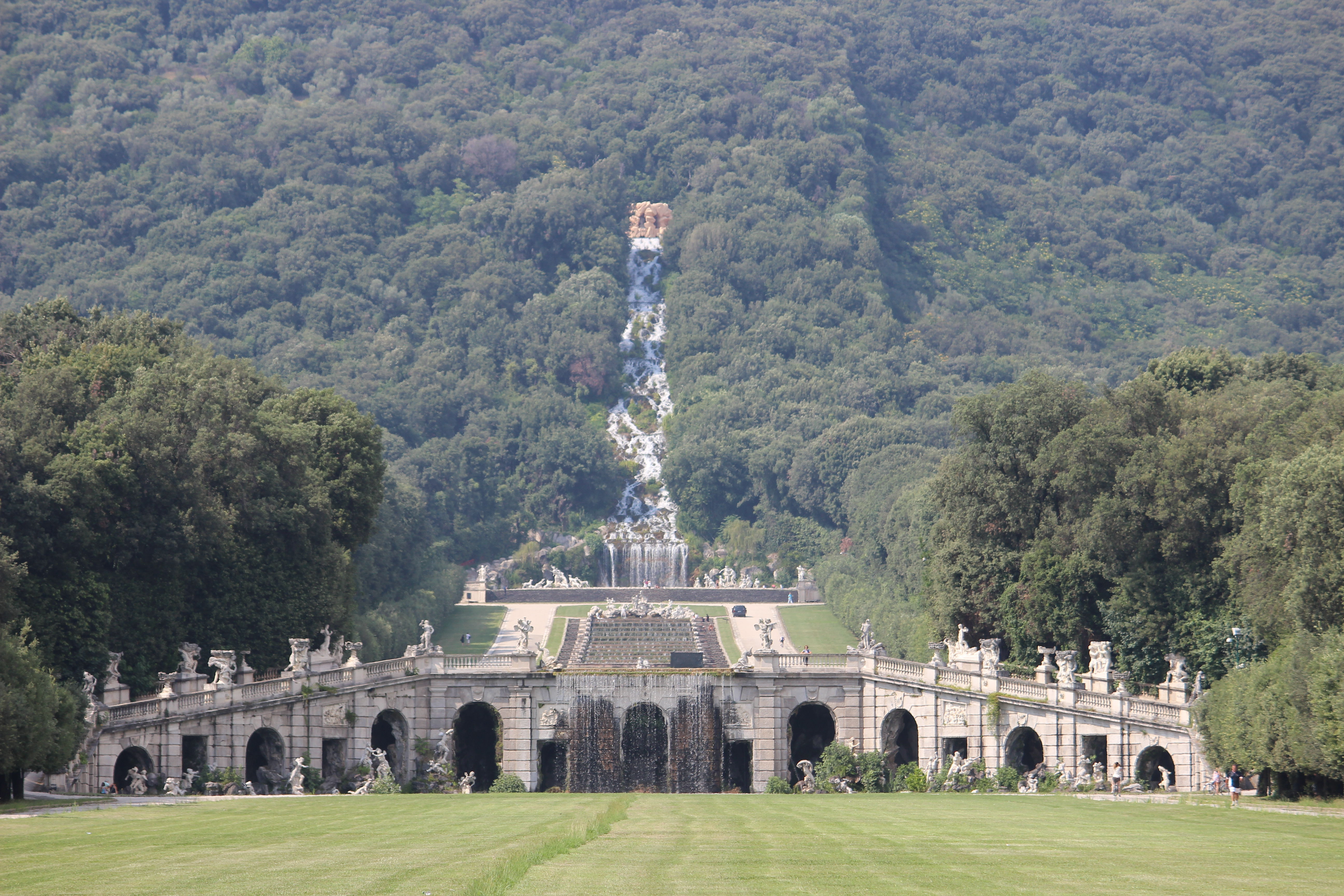
Fuente de Eolo y por detrás la cascada.

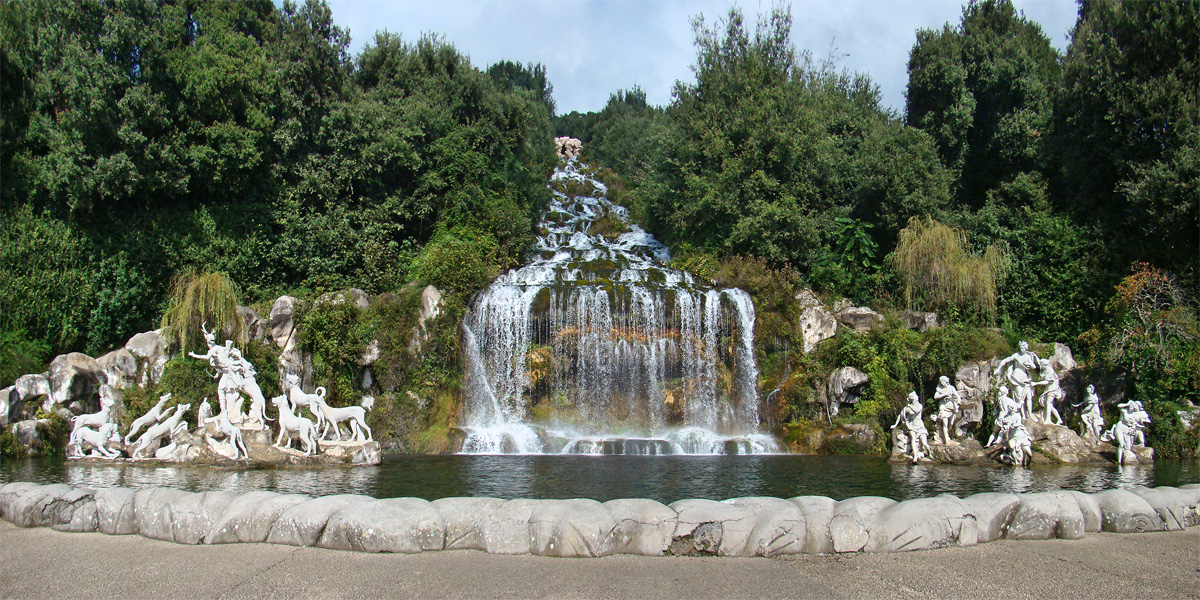
La Fuente de Diana y Actaeon a los pies de la Gran Cascada.

El parque del Palacio Real de Caserta es uno de los jardines reales más bellos de Europa, rivalizando con los de Versalles, Aranjuez o Peterhof. No solo destaca por su diseño paisajístico, realizado por el propio Vanvitelli, ni por la calidad de sus esculturas; sino por ser el marco perfecto para el Real Sitio. El edificio queda engrandecido, se muestra imponente y su dominio arquitectónico se expande por un espacio mucho mayor gracias a este decorado.
El diseño original de Vanvitelli (hoy modificado en la zona frontal del palacio) estaba concebido como una «enorme línea de fuga que, llegando por la carretera real de Nápoles, atravesaba el propio palacio y se perdía en el horizonte. Las vías del ferrocarril han arruinado el efecto escenográfico en la fachada principal, ya que cortan perpendicularmente el viejo camino e impiden toda perspectiva. Sin embargo, en la fachada trasera el parque se mantiene intacto: praderas, lagos artificiales, glorietas con estatuas e hileras de árboles que flanquean el larguísimo estanque que sirve de eje del conjunto».
Vanvitelli decidió introducir dos tipos de jardín en el parque del palacio: uno italiano que rodease al edificio y un passeggio monumental con numerosas fuentes, siguiendo el modelo francés. Para aprovechar el agua de los montes, se proyectó una hilera de fuentes en sus laderas que llegase hasta el palacio, reservando el resto del espacio para el jardín de boj.

### Jardín italiano
El jardín a la italiana ocupa el espacio inmediatamente posterior al palacio. Este fragmento del parque tiene un diseño paisajístico muy similar al de los Jardines del Bóboli de Florencia, con una estructura geométrica basada en caminos y dibujos de boj. Las especies botánicas son las típicas de la flora autóctona de Italia meridional, que debido al descuido que sufrieron en el último siglo, aumentó su espesor haciendo desaparecer parte del diseño original.
En esta zona, también conocida como el viejo bosque, abundan pequeñas construcciones de recreo, como pabellones o casini, que servían para amenizar las jornadas que la corte pasaba en el jardín. Cuenta, asimismo, con un gran estanque en el que se criaban los peces para el suministro del palacio. A pesar de la bella arquitectura de estas edificaciones y la antigüedad de sus árboles, es la parte menos valorada del parque.

### Passeggio
El passeggio representa perfectamente el estilo paisajístico monumental de siglo XVIII, y resalta la función escenográfica del parque. Un camino de más de 3 kilómetros de longitud que recorre la ladera de uno de los montes circundantes, aprovechando su inclinación para crear un complicado conjunto de fuentes y cascadas. Aquí Vanvitelli tuvo que poner en práctica su faceta de ingeniero, aunque contó con la ayuda del experimentado Francesco Collicini.
Muy cerca de la cima del monte, el agua traída por el Acueducto Carolino comienza su descenso a través de la grande cascata cuya acentuada verticalidad hace que alcance una gran velocidad que le permitirá continuar su recorrido. A partir de aquí, se suceden muchas fuentes con grandes grupos escultóricos y vertiginosos juegos de agua. Entre ellas destacan:
- La fuente de los delfines
- La fuente de Venus y Adonis
- La fuente de Eolo
- La fuente de Ceres
- La fuente de Diana y Acteón

La fachada posterior del palacio mira al passeggio, de modo que la mayoría de las habitaciones tenían vistas a esta bella sucesión descendente de fuentes. El torrente de agua llega al jardín italiano con mucha menos velocidad, pero sirve para alimentar sus numerosos surtidores. El genio de Vanvitelli está especialmente presente en esta obra, en perfecta sintonía con el edificio. No obstante, fue su hijo Carlo quién se encargó de ejecutar los planos y participaron numerosos escultores, como Porzio Lionardi, Gaetano Salomone y Paolo Persico.

### Jardín inglés

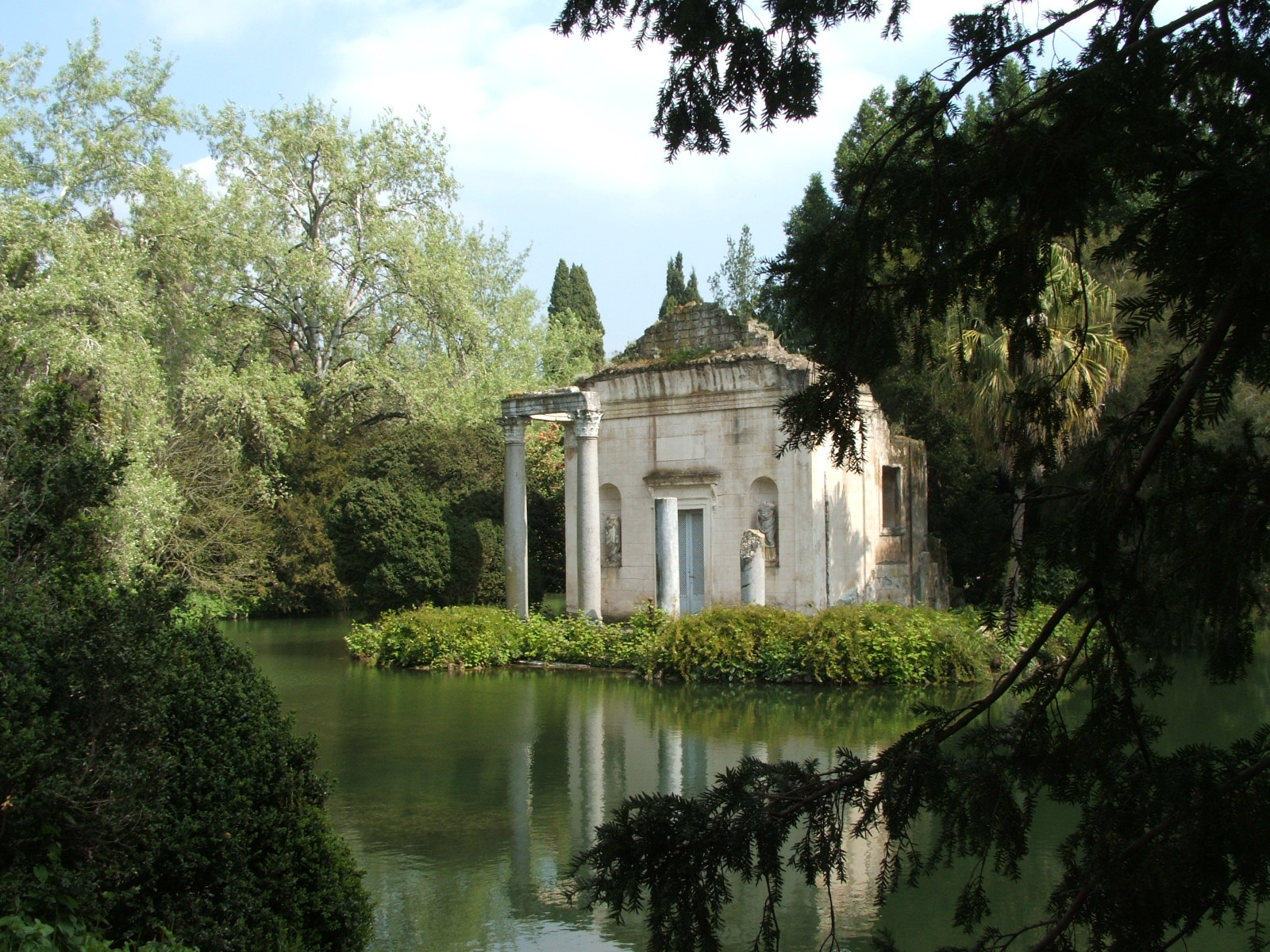
El templo del jardín a la inglesa fue construido utilizando restos hallados en las excavaciones de Pompeya, que se funden perfectamente en su entorno natural. La reina María Carolina implantó el gusto por la naturaleza en la corte, al igual que había hecho su hermana María Antonieta en Versalles.

Este jardín no fue diseñado por Vanvitelli, pues la reina María Carolina lo encargó poco después de la muerte del arquitecto. De nuevo, su hijo Carlo se encargó del proyecto, asistido por el botánico inglés John Graefer, pupilo de sir Joseph Banks. Situado en la parte oriental del parque, reúne en sus 250 000 metros cuadrados una gran variedad de especies exóticas que, sin embargo, se aclimataron muy bien a las suaves condiciones meteorológicas napolitanas.
De un estilo completamente diferente al resto, el jardín inglés se introduce perfectamente en el conjunto del parque. Hay varios lagos artificiales, un riachuelo y las plantas crecen en aparente libertad entremezcladas con estatuas, creando un efecto evocador muy del gusto romántico. Aquí no se busca crear un bello decorado con plantas y fuentes, sino acercarse lo más posible a un estado natural, como un bosque en el que se ocultasen pabellones y estatuas.

## Escenario para el cine
El palacio de Caserta ha cobrado un creciente auge como escenario de superproducciones del cine de Hollywood, al ofrecer facilidades para tales rodajes frente a las negativas de otros edificios ilustres de Italia, como los Museos Vaticanos, que son más reticentes a estos rodajes por cuestiones de seguridad.
- En el palacio se rodaron numerosas escenas de las películas La amenaza fantasma y El ataque de los clones, de George Lucas. En las películas se identifica con el Palacio Real de Theed, capital de Naboo, donde reside la reina Amidala y se desarrolla gran parte de la trama.[69][70]
- J. J. Abrams eligió este monumento para que apareciese en su película Misión imposible 3, simulando ser la Ciudad del Vaticano. No solo se rodó en estancias del interior sino también en los patios, como en la escena en la que explota el Lamborghini.[71]
- La similitud con el Vaticano se volvió a explotar cuando Caserta fue empleado como escenario cinematográfico para las películas El código Da Vinci y Ángeles y demonios.